# 蘆名千鶴丸
蘆名 千鶴丸（あしな せんつるまる、慶安3年2月17日（1650年3月19日）- 承応2年6月13日（1653年7月7日））は、江戸時代中期の人物。出羽角館蘆名氏第3代当主、蘆名氏22代（最後の）当主。父は蘆名盛俊。

## 概略
慶安3年2月17日（1650年3月19日）、久保田藩の重臣・蘆名盛俊の子として誕生。母は宇都宮氏出身の松寿院。
慶安4年6月10日（1651年7月27日）に父・盛俊が20歳で死去したため、わずか1歳で家督を継いだ。ところが、承応2年（1653年）、菩提寺である曹洞宗天寧寺に参詣した折、縁側から敷石（沓脱石）に転落死した。享年4（満3歳没）。かつては「会津守護」とよばれた蘆名家もここに途絶えた。
千鶴丸の死後、母・松寿院は実家の宇都宮家に戻る。蘆名家には安昌院（角館初代蘆名義勝の側室、盛俊母、千鶴丸祖母）が残り、古城山南麓の「山屋敷」と呼ばれた地に居住して元禄4年（1691年）まで生きた。
明暦2年（1656年）、蘆名家の絶家が正式に確定して、当時士分だった家臣117名はそれぞれ分散、蘆名家に代わって角館に入部したのは佐竹北家であった。蘆名家旧家臣には北家に召し抱えられた者もおり、武家屋敷を今に伝えている。

## 梵鐘と大仏
松寿院の帰依篤かった報身寺の大梵鐘は、夫・蘆名盛俊と夭折した千鶴丸の供養のため佐藤佐治兵衛に鋳造させ寄進したものである。松寿院自身は江戸の芝増上寺に葬られたが、その遺言によって報身寺に分骨が葬られた。
天寧寺には、千鶴丸供養のために鋳造された青銅製の大仏（阿弥陀如来、佐藤佐治兵衛鋳造、仙北市指定文化財）が参道奥の左側にある。大仏は、蘆名家断絶の原因をつくった沓脱石を土台石にしている。